# Dear Science
Dear Science – trzeci oficjalny album studyjny amerykańskiego zespołu indierockowego TV on the Radio. Został wydany 22 września 2008 (choć był dostępny na iTunes już 16 września) i otrzymał powszechne uznanie krytyków, zdobywając dość wysokie miejsca na listach przebojów.

## Wydanie i powstanie
Oczekiwania względem albumu były duże, ponieważ poprzedni album Return to Cookie Mountain spotkał się z pozytywnymi recenzjami jako jeden z najlepszych w 2006 roku. Album wydano mniej więcej 2 lata po poprzedniku. Nazwa płyty, jak twierdzi Kyp Malone, pochodzi od notatki, którą David Sitek zostawił w studiu: "Dear Science, please start solving problems and curing diseases or shut the f*ck up." Z albumu pochodziły trzy single: Golden Age Dancing Choose i Crying. W ramach promocji utwór "DLZ" znalazł się na ścieżce dźwiękowej serialu Breaking Bad, a "Halfway Home" – w Kumplach.

## Odbiór
Płyta została pozytywnie odebrana przez krytyków, gdyż zdobyła 88/100 punktów na stronie Metacritic, co oznacza „uniwersalną akceptację”. Strona podsumowująca oceny wszystkich krytyków Acclaimedmusic.net umieściła płytę na 3. miejscu najlepszych krążków 2008 roku. Została ona uznana płytą roku przez amerykański plebiscyt Village Voice Pazz & Jop, Rolling Stone, The Guardian, MTV. Magazyn Pitchfork Media nazwał ją 6. najlepszą płytą roku i 144. dekady. Na analogicznej liście "Rolling Stone" krążek wylądował na 48. miejscu. Krytycy pozytywnie przyjęli eklektyczny styl płyty, w którym łączą się indie rock, funk, rap, muzyka elektroniczna czy post punk.

## Lista utworów
1. "Halfway Home" (Adebimpe) – 5:31
2. "Crying" (Malone, Bunton) – 4:10
3. "Dancing Choose" (Adebimpe, Sitek) – 2:56
4. "Stork & Owl" (Malone) – 4:01
5. "Golden Age" (Malone, Sitek) – 4:11
6. "Family Tree" (Adebimpe) – 5:33
7. "Red Dress" (Malone, Sitek) – 4:25
8. "Love Dog" (Adebimpe) – 5:36
9. "Shout Me Out" (Adebimpe) – 4:15
10. "DLZ" (Adebimpe) – 3:48
11. "Lover's Day" (Malone) – 5:54

### Utwory bonusowe
1. "Make Love All Night Long" (Malone) – 3:30
2. "Heroic Dose" – 7:19
3. "Dancing Choose (Prefuse 73 Remix)" – 3:47
4. "Crying (Telepathe Remix)" – 4:30
5. "Dogs Of Light" – 7:05

## Twórcy
Zespół
- Tunde Adebimpe – śpiew
- Kyp Malone – śpiew, gitara, gitara basowa, syntezator, aranżacje instrumentów strunowych
- David Andrew Sitek – programowanie, gitara, sample, bas, syntezator, instrumenty dęte
- Gerard A Smith – bas, organy, syntezator, sample, rhodes
- Jaleel Bunton – perkusja, gitara, rhodes, organy, syntezator, bas, programowanie, aranżacje instrumentów strunowych

Produkcja
- David Andrew Sitek – producent muzyczny; miksowanie
- Dan Huron – inżynier dźwięku
- Chris Coady – dodatkowy inżynier
- Chris Moore – dodatkowy inżynier
- Matty Green – miksowanie
- Mark Stent – dodatkowe miksowanie
- Steve Fallone – mastering

Design
- Roe Etheridge – fotografia

Additional musicians
- Katrina Ford – wokal, dodatkowy wokal
- Eleanore Everdell – wokal
- David Bergander – perkusja
- Yoshi Takamasa – shaker, klawesy, kongi, dzwon, perkusja
- Stuart D. Bogie – saksofon, aranżacje rogów, saksofon tenorowy
- Colin Stetson – saksofon, saksofon barytonowy
- Matana Roberts – saksofon altowy, klarnet
- Leah Paul – rogi
- Eric Biondo – trąbka
- Aaron Johnson – puzon
- Martin Perna – saksofon, flet
- Claudia Chopek – skrzypce, araznżacje instrumentów strunowych
- Janis Shen – altówka, araznżacje instrumentów strunowych
- Perry Serpa – araznżacje instrumentów strunowych
- Lara Hicks – altówka
- Eleanor Norton – wiolonczela

## Pozycje na listach przebojów
| Notowanie (2008)                              | Pozycja |
| --------------------------------------------- | ------- |
| Billboard 200 (Stany Zjednoczone)             | 12      |
| Billboard Top Rock Albums (Stany Zjednoczone) | 4       |
| Canadian Albums Chart                         | 26      |
| UK Albums Chart                               | 33      |
| Australian Albums Chart                       | 26      |